# Palmeraie
Pour les articles homonymes, voir Palmeraie (homonymie).
Pour un article plus général, voir Arecaceae.

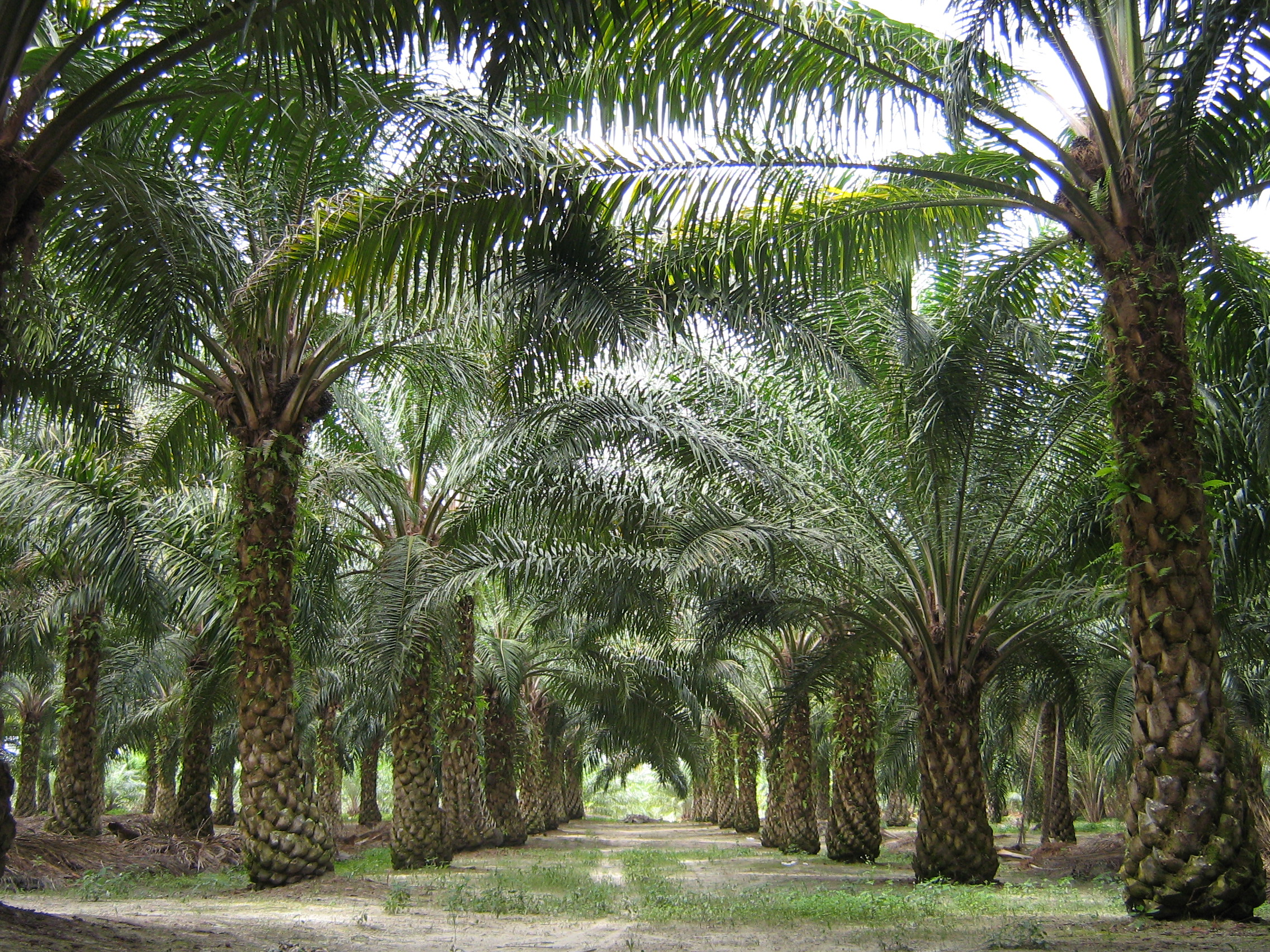
Palmeraie en Malaisie pour la production d'huile de palme.

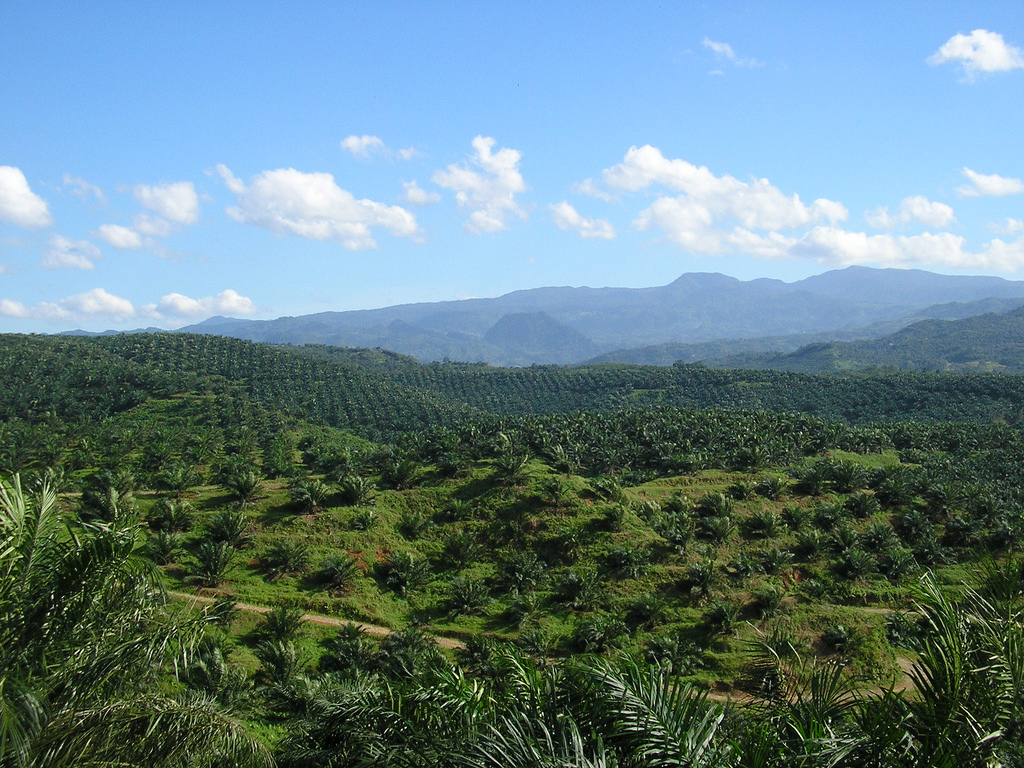
Vue aérienne d'une jeune palmeraie à Java en Indonésie.

Une palmeraie est une parcelle agricole destinée à la culture des palmiers. Elles se rencontrent dans la zone tropicale en raison de la distribution climatique de la plante et principalement en Amérique centrale et du Sud, autour du golfe de Guinée et surtout en Asie du Sud-Est. Les oasis des régions semi-arides et arides d'Afrique du Nord et du Proche et Moyen-Orient abritent généralement des palmeraies de palmier dattier (Phoenix dactylifera L.).

## Description
Les pieds sont plantés, en rangées dans les palmeraies modernes, en désordre apparent dans les palmeraies anciennes, espacés les uns des autres de plusieurs mètres afin qu'ils ne se fassent pas trop d'ombre mutuellement. Les ressources consistent selon les espèces en l'huile de palme, les dattes, le vin de palme, le sagou ou encore le cœur de palmier dans l'alimentation, les fibres et la cire dans l'industrie ou les stipes dans la construction.
Le Maroc renferme la plus grande palmeraie du monde qui s'étale sur environ 200 km de longueur pour 18 km de largeur le long de la vallée du Draâ allant de Agdz à M'Hamid El-Ghizlane en passant par Zagora.

## Types de palmeraies

### Datteraie
La datteraie est un genre de palmeraie composé de dattiers.

### Cocoteraie
La cocoteraie est un genre de palmeraie composé de cocotiers.

## Huile de palme et déforestation
Selon le WWF France, plus de 85 % de l'huile de palme est produite par la Malaisie et son pays voisin l'Indonésie. Les plantations de palmiers à huile sont réalisées au détriment de la forêt. Ce type de culture continue de s'étendre : la surface des palmeraies est passée de 3,34 millions d’hectares en 2000 à plus de 5,9 millions d’hectares en 2019. Selon le WWF France, l'huile de palme serait responsable de 90 % de la déforestation en Asie.
Selon le ministère indonésien des forêts, entre 2009 et 2011, plus de 25 % de la déforestation indonésienne était due à l’exploitation de l’huile de palme.